# Карнул (округ)
Карну́л (тел. కర్నూలు జిల్లా) — округ на заході індійського штату Андхра-Прадеш. Адміністративний центр — місто Карнул.

## Пам'ятки
У межах округу розташовано популярне місце паломництва індуїстів Агобілам. Окрум того, в окрузі розташовано священне індуїстське місто Шрісайлам.